# Бранвиль
Бранви́ль (фр. Branville) — коммуна во Франции, находится в регионе Нижняя Нормандия. Департамент коммуны — Кальвадос. Входит в состав кантона Дозюле. Округ коммуны — Лизьё.
Код INSEE коммуны — 14093.

## Население
Население коммуны на 2010 год составляло 206 человек.
| 1962 | 1968 | 1975 | 1982 | 1990 | 1999 | 2010 |
| ---- | ---- | ---- | ---- | ---- | ---- | ---- |
| 157  | 136  | 132  | 151  | 145  | 147  | 206  |

## Экономика
В 2010 году среди 141 человека трудоспособного возраста (15—64 лет) 107 были экономически активными, 34 — неактивными (показатель активности — 75,9 %, в 1999 году было 60,2 %). Из 107 активных жителей работали 101 человек (56 мужчин и 45 женщин), безработных было 6 (3 мужчин и 3 женщины). Среди 34 неактивных 11 человек были учениками или студентами, 15 — пенсионерами, 8 были неактивными по другим причинам.